# Cotolau
Cotolau (Kotolau) ist ein osttimoresischer Suco und Aldeia im Verwaltungsamt Laulara (Gemeinde Aileu).

## Geographie
Der Suco Cotolau liegt weitgehend im Norden des Verwaltungsamts Laulara, reicht aber im Osten bis zur Südgrenze zum Verwaltungsamt Aileu. Im Südwesten befindet sich der Suco Tohumeta, im Süden der Suco Madabeno und im Osten der Suco Talitu. Zum Verwaltungsamt Aileu gehört der Suco Aissirimou im Südosten. Im Norden grenzt Cotolau an die Gemeinde Dili mit ihren Sucos Dare (Verwaltungsamt Vera Cruz) und Balibar (Verwaltungsamt Cristo Rei). Durch Cotolau fließt in der Regenzeit der Bemos, ein Quellfluss des Rio Comoro, der im Rest des Jahres trockenfällt. Westlich des Dorfes Borolete befindet sich der Wasserfall Tuda Tiris (Be Tuda Tiris). Vor der Gebietsreform 2015 hatte Cotolau eine Fläche von 6,89 km². Nun sind es 12,60 km², vor allem durch Gebietszugewinne im Nordwesten vom Suco Dare. Der Suco teilt sich in die fünf Aldeias Binona, Cotolau, Lebucucu (Lebukuku), Ornai und Ramerlau.
Im Nordosten liegen nah der Grenze die Orte Boromata, Cotolau und Laulara. An der Südgrenze zu Aissirimou befinden sich die Weiler Aikado und Berleu Ulu und im Westen Kerolisa, Ornai und Borolete. Im Nordosten liegen zwei Grundschulen, ein kommunales Hospital und eine Polizeistation.

## Einwohner

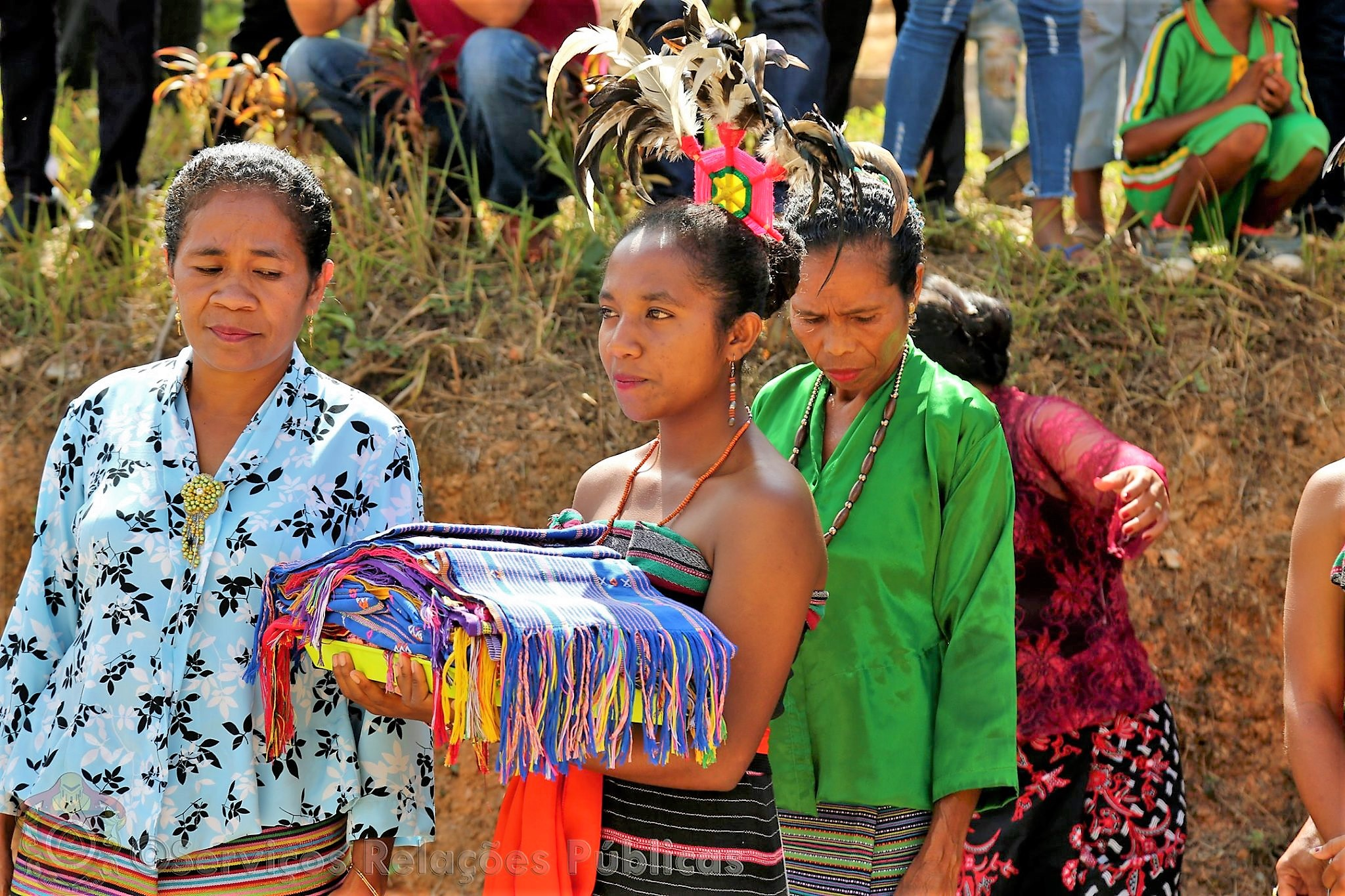
Junge Frau in Festtracht

Im Suco leben 1.491 Einwohner (2022), davon sind 738 Männer und 753 Frauen. Im Suco gibt es 224 Haushalte. Knapp 86 % der Einwohner geben Tetum Prasa als ihre Muttersprache an. 13 % sprechen Mambai und eine kleine Minderheit Tetum Terik.

## Politik
Bei den Wahlen von 2004/2005 wurde Tomas Pereira A. Martins zum Chefe de Suco gewählt. Bei den Wahlen 2009 gewann Mateus Barreto und wurde 2016 bestätigt.